# Бэрфут, Джон
Джон Бэ́рфут (англ. John Barefoot; род. в апреле 1948) — британский филателист, филателистический дилер и издатель, наиболее известный своими каталогами фискальных марок, которые известны под общим названием «Каталог Бэрфута».
Бэрфут коллекционировал марки с детства и начал торговать ими в 14 лет, чтобы пополнить свою личную коллекцию. Сейчас он торгует марками как филателистический дилер в Йорке (Англия), специализируясь на торговле марками стран Европы. Помимо каталогов фискальных марок он также выпустил серию брошюр «European Philately» («Европейская филателия»), серию «Руководств по подделкам и новоделам» (Forgery and Reprint Guides) и редактировал «Journal of Chinese Philately» («Журнал китайской филателии»).
В 1997 году его удостоили чести подписать Список выдающихся филателистов-коллекционеров непочтовых марок имени Мориса Уильямса (англ. Maurice Williams Roll of Notable Cinderella Philatelists), а в 2010 году он был награжден медалью Общества коллекционеров фискальных марок за исследования в области коллекционирования фискальных марок.

## Ранний период жизни
Джон Бэрфут родился в апреле 1948 года. Будучи коллекционером марок с юных лет, он впервые начал торговать марками в возрасте 14 лет, чтобы пополнить свою личную коллекцию французских марок. Он получил высшее образование в Йоркском университете, где получил степень бакалавра гуманитарных наук по лингвистике, после чего в 1970 году самостоятельно опубликовал книгу англ. «The Language Question in Belgium» («Языковой вопрос в Бельгии»).

## Карьера
Бэрфут торгует марками как филателистический дилер в Йорке (Англия), специализируясь на марках европейских стран. Скотт Тиффни (Scott Tiffney), библиотекарь Американской библиотеки филателистических исследований, описал Бэрфута как «известного филателистического дилера» и отметил, что его каталоги начали выходить, когда коллекционирование фискальных марок начало переживать период возрождения в 1970-х годах.
Джон Бэрфут выпустил три серии публикаций:

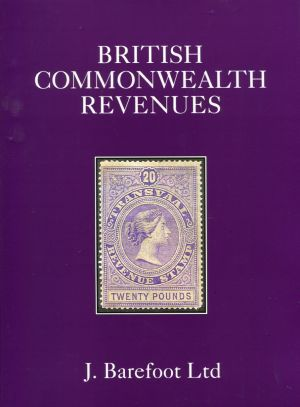
Обложка каталога «British Commonwealth Revenues» (Фискальные марки Британского Содружества), 10-е издание, 2019 г.

- Серия брошюр «European Philately» («Европейская филателия»), которую журнал «Лондонский филателист» приветствовал как описывающую материал, «выходящий за рамки стандартных каталогов», такой как почтовые штемпели, пробные марки, ошибки, фискальные и местные марки[5]
- Брошюры серии «Forgery and Reprint Guides» («Руководства по подделкам и новоделам»), оказывающие помощь в «распознавании подделок, поддельных надпечаток, новоделов, поддельных или сомнительных почтовых штемпелей и других проблемных марок»[6]
- Каталоги фискальных марок, известные коллекционерам под общим названием «Каталог Бэрфута» («Barefoot catalogue»)[7]

, самый большой том которого — «British Commonwealth Revenues» («Фискальные марки Британского Содружества»), впервые изданный Эндрю Холлом на 142 страницах в 1980 году. Пятое издание было описано Клайвом Акерманом в журнале Gibbons Stamp Monthly как «единственный полный иллюстрированный перечень фискальных марок Содружества». В журнале The London Philatelist он описал шестое издание как «одно из важнейших изданий в мире по фискальным маркам» и эквивалент каталога почтовых марок Британского Содружества «Стэнли Гиббонс» в области фискальных марок. Акерман отметил, что каталог продолжал расширяться с 219 страниц до 271 страницы в шестом издании, поскольку коллекционеры продолжали находить новые марки и разновидности существующих марок для включения в него. Рецензируя 8-е издание в 2008 году, Дингл Смит отметил, что каталог, который он описал как «от первой (Аден) до последней буквы алфавита (Зулуленд) для фискальных марок Британского Содружества», содержит много новых статей, в частности об австралийских фискальных марках. К десятому изданию, опубликованному в 2019 году, каталог насчитывал более 500 страниц.
Бэрфут также был редактором журнала «Journal of Chinese Philately» («Журнал китайской филателии»)
В 2012 и 2013 годах на страницах журнала The Revenue Journal состоялась дискуссия о взаимосвязи между каталогами почтовых марок и каталогами фискальных марок, в ходе которой сравнивалась политика каталогов Stanley Gibbons (почтовые марки) и Barefoot (фискальные марки), а также были получены комментарии от обоих изданий, при этом Джон Бэрфут отметил, что многие из наиболее дорогих марок в каталогах «Стэнли Гиббонс» использовались в основном или полностью в фискальных целях. В редакционной статье для журнала The Revenue Journal в 2015 году он превозносил преимущества коллекционирования фискальных марок по сравнению с коллекционированием почтовых марок, описывая фискальные марки как «гарантированно чистые, практически свободные от спекулятивных памятных марок и выпусков, предназначенных для коллекционеров».

## Награды
В 1997 году Бэрфут был удостоен чести подписать Список выдающихся филателистов-коллекционеров непочтовых марок имени Мориса Уильямса. В 2010 году он был награждён медалью за исследования (Research Medal) Общества коллекционеров фискальных марок за «…многолетние исследования в области фискальных марок и новаторское издание огромного количества каталогов фискальных марок, которые продолжают служить стандартными справочными пособиями для столь многих стран».

## Избранные публикации
Все они опубликованы Джоном Бэрфутом в Йорке (Англия), если не указано иное.

### Серия «European Philately» («Европейская филателия»)

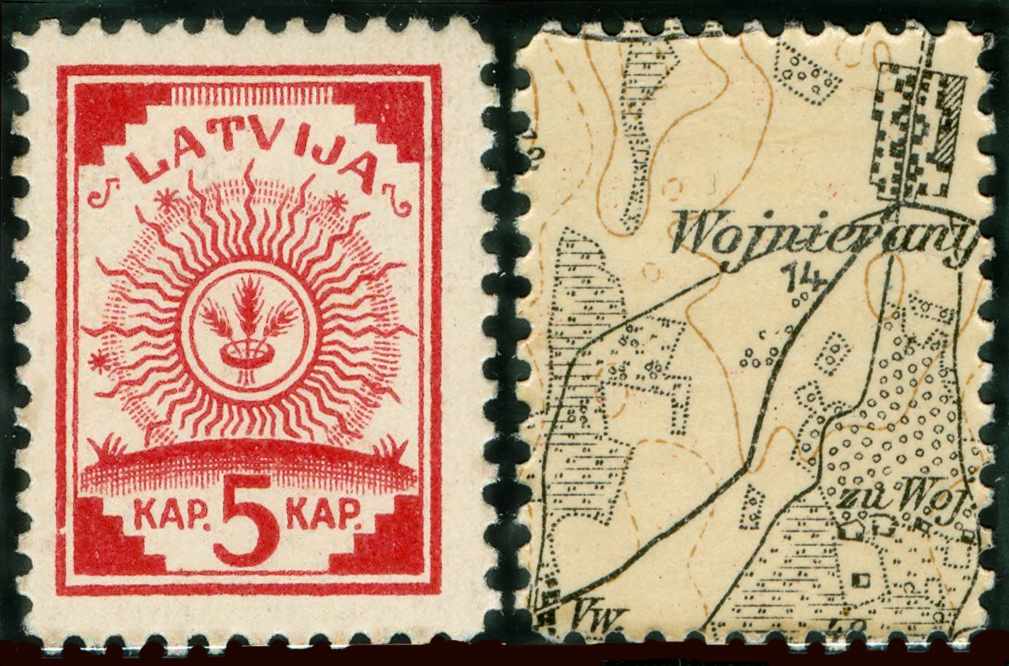
Почтовая марка Латвии 1918 г., напечатанная на обороте карты, тема выпуска № 12 в серии «Европейская филателия»

- No. 1 Great Britain Revenues (Фискальные марки Великобритании) (1st, Chesterfield 1978) (2nd 1983)
- No. 2 Belgium Numeral Cancels 1849—1866 (Номерные штемпеля гашения Бельгии 1849—1866 гг.) (Chesterfield, 1978)
- No. 3 Basle Police Revenues (Фискальные марки полиции Базеля) (Chesterfield, 1978)
- No. 4 Guernsey and Jersey Revenues (Фискальные марки Гернси и Джерси) (Chesterfield, 1979)
- No. 5 Hungary Revenues (Фискальные марки Венгрии) (1st, Chesterfield, 1979) (2nd 1987)
- No. 6 Poland Locals (Местные выпуски Польши) (1981) (With Andrew Hall)
- No. 7 GB Revenue Compendium (Справочник по фискальным маркам Великобритании) (1981)
- No. 8 Denmark Numeral Cancels (Номерные штемпеля гашения Дании) (1983) (With V. Tuffs)
- No. 9 Baltic States Revenues (Фискальные марки балтийских государств) (1st 1983) (2nd 1988) (With Andrew Hall)
- No. 10 Romania Revenues (Фискальные марки Румынии) by Andrew Hall (1983)
- No. 11 Georgia (Грузия) (1983) (With Andrew Hall)[20]
- No. 12 Latvia Map Stamps (Напечатанные на обороте карт марки Латвии) (1983)[20] (2nd 1987)
- No. 13 Norway Number One (Первая марка Норвегии) by V. Tuffs (1983)
- No. 14 Scandinavia Revenues (Фискальные марки Скандинавии) by Andrew Hall (1st 1983) (2nd 1988)
- No. 15 Russian Zemstvos (Российские земские марки) by F. G. Chuchin (1984)

### Серия «Forgery and Reprint Guides» (Руководства по подделкам и новоделам)
Названия в серии:
- No. 1 Great Britain (Великобритания) (1983)
- No. 2 Alsace & Lorraine (Эльзас и Лотарингия) (1983)
- No. 3 Armenia 1922 Pictorials (Сюжетные марки Армении 1922 г.) (1983) (With Andrew Hall)
- No. 4 Armenia 1923 Pictorials (Сюжетные марки Армении 1923 г.) (1983) (With Andrew Hall)
- Nos. 5-6 Samoa Express («Самоан Экспресс») (1983) (Editor) (With Andrew Hall)
- Nos. 7-8 D.D.S.G. (Дунайская судоходная компания) (1983)
- No. 9 Latvia 1 (Латвия 1) (1983) (With Andrew Hall)
- No. 10 Latvia 2 Airmails (Латвия 2: авиапочтовые марки) (1983) (With Andrew Hall)
- No. 11 Azerbaijan (Азербайджан) (1983) (With Andrew Hall)
- No. 12 Portuguese Colonies (Португальские колонии) (1983)
- No. 13 Roumania 1906 Charity Issue (Благотворительный выпуск Румынии 1906 г.) (1983)
- No. 14 Suez Canal (Суэцкий канал) (1983)
- No. 15 Poland Airmails (Авиапочтовые марки Польши) (1983)
- No. 16 Western Army Eagles («Орлы» Западной армии) (1984) (With Andrew Hall)
- Nos. 17-18 Upper Silesia (Верхняя Силезия) (1984) (With N. Urban)
- No. 19 Heligoland Reprints (Новоделы Гельголанда) (1984)
- No. 20 Western Australia (Западная Австралия) (1987)

### Каталог Бэрфута

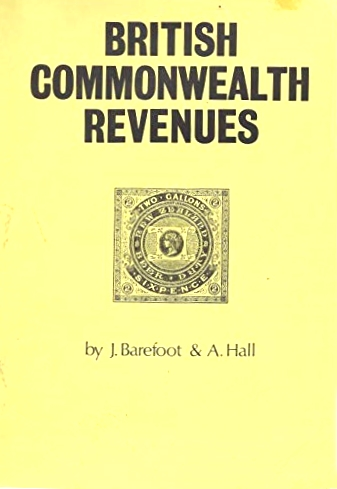
Первое издание каталога «British Commonwealth Revenues» («Фискальные марки Британского Содружества»), 1980 г.

- Hungary Revenues (Фискальные марки Венгрии) (1st 1979) (2nd 1987) (3rd 2007)
- British Commonwealth Revenues (Фискальные марки Британского Содружества) (1st 1980 & 2nd 1984 with Andrew Hall) (3rd 1986) (4th 1990) (5th 1996) (6th 2000) (7th 2002) (8th 2008) (9th 2012) (10th 2019)
- Benelux Revenues (Фискальные марки Бенилюкса) (1st 1987) (2nd 2007)
- Great Britain Revenues (Фискальные марки Великобритании) (3rd 1989) (4th 2002) (Continued from the European Philately series) Continued as United Kingdom Revenues from the 5th edition (2010)
- Baltic States Revenues (Фискальные марки балтийских государств) (1998)
- Poland Revenues (Фискальные марки Польши) (1998)
- Czechoslovakia Revenues (Фискальные марки Чехословакии) (2001)
- Albania & Greece Revenues (Фискальные марки Албании и Греции) (2002) (Special editor Roger Witts)
- Austria Revenues (Фискальные марки Австрии) (2002) (Special editor Roger Witts)
- Bulgaria and Romania Revenues (Фискальные марки Болгарии и Румынии) (2003) (With Valentin Robu)
- Yugoslavia Revenues (Фискальные марки Югославии) (2003)[22]
- Russia Revenues (Фискальные марки России) (2004)
- South East Asia Revenues (Фискальные марки Юго-Восточной Азии) (2006)[23]
- Italy Revenues (Фискальные марки Италии) (2013)

### Другие
- The Language Question in Belgium (Языковой вопрос в Бельгии) (1970)
- Bhopal: Notes on plating the «primitives» (Бхопал: Заметки о платинге «примитивных марок») (Chesterfield, 1978)
- Poland 1918 Locals (Местные выпуски Польши 1918 г.) (1999)
- Telegraph Stamps of the World (Телеграфные марки мира) (2013)